# Svastra obliqua
Svastra obliqua är en biart som först beskrevs av Thomas Say 1837.  Svastra obliqua ingår i släktet Svastra och familjen långtungebin.

## Underarter
Arten delas in i följande underarter:
- S. o. caliginosa
- S. o. expurgata
- S. o. obliqua

## Bildgalleri

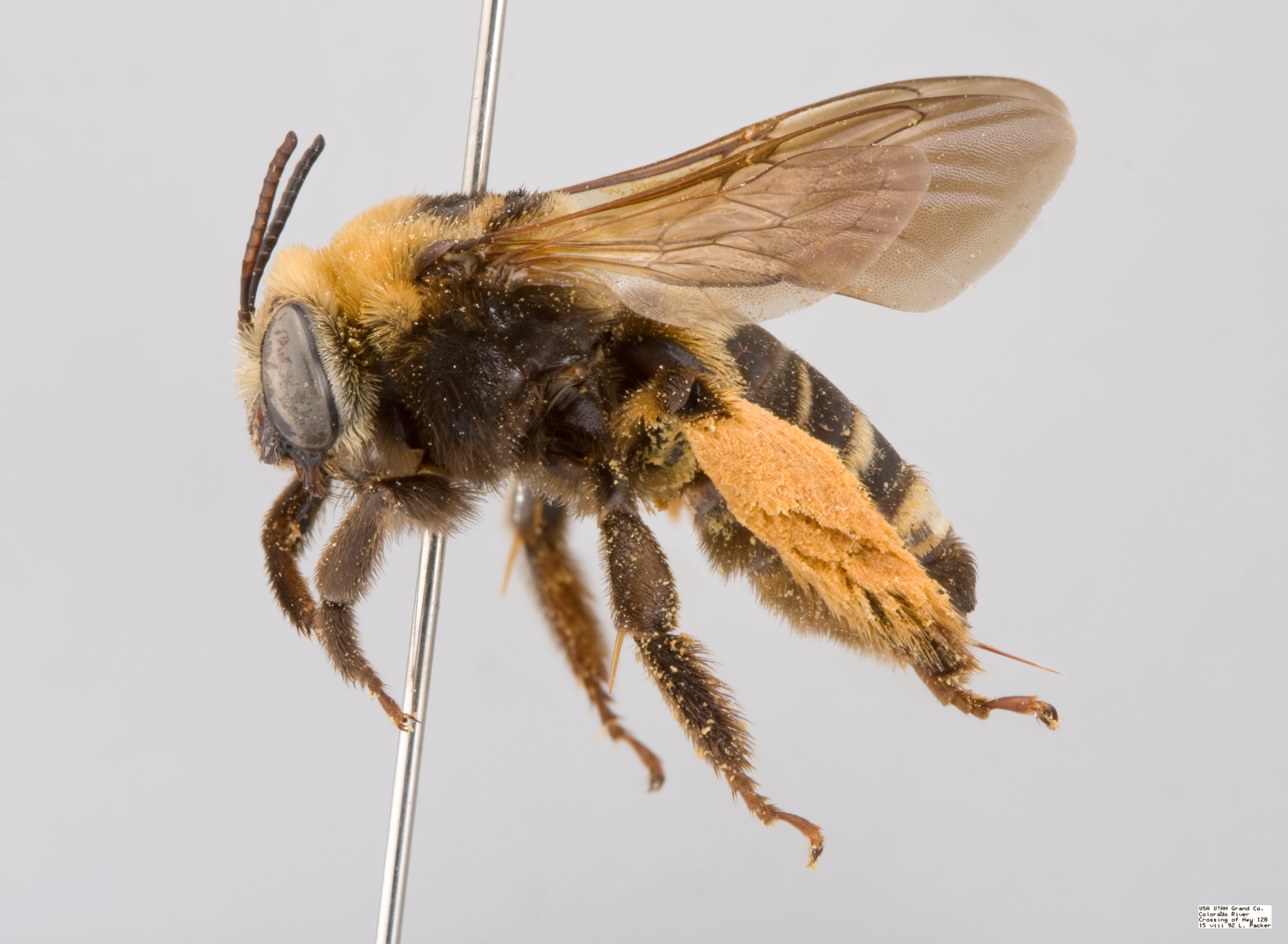